# Panorpa nuptialis
Panorpa nuptialis is een insect uit de orde van de schorpioenvliegen (Mecoptera), familie van de schorpioenvliegen (Panorpidae). De wetenschappelijke naam van de soort is voor het eerst geldig gepubliceerd door Gerstaecker in 1863.
De soort komt voor in het zuiden van de Verenigde Staten en Mexico.